# Ханукка (хазарский царь)
Ханукка (ивр. חנוכה‎) — хазарский царь (бек) из рода Буланидов. Брат Обадии. Правил после его сына Езекии и внука Манассии, царствование которых было недолгим и, как предполагают, ознаменовалось конфликтами среди хазарской знати, возникшими после реформ Обадии, который возвысил свою династию над династией каганов и утвердил иудаизм. Потомки Ханукки, передавая трон строго от отца к сыну, правили Хазарией вплоть до её разгрома в 60-х годах X века.